# Голубенко, Николай Васильевич
Николай Васильевич Голубенко (1897, город Курск, теперь Курской области, Российская Федерация — 9 марта 1937) — советский партийный деятель, член ВУЦИК. Кандидат в члены ЦК КП(б)У в декабре 1925 — ноябре 1927 г. Член ЦК КП(б)У в январе 1934 — 1936 г.

## Биография
Родился в крестьянской семье. В 1911 году окончил сельскую начальную школу в Демеевке возле Киева. В августе 1911 — июне 1912 года — ученик слесаря Киевской фабрики несгораемых касс. В июле 1912 — мае 1914 года — слесарь Киевского гвоздевого завода. Проводил революционную работу в Киеве.
Член РСДРП(б) с 1914 года. В 1914—1917 годах находился в ссылке в Тобольской губернии.
В апреле 1917 — феврале 1918 года — слесарь Киевского машиностроительного завода «Ауто». В 1917 году — секретарь исполкома рабочей секции Киевского Совета рабочих и солдатских депутатов, член Киевского комитета РСДРП(б). В 1918 году — на подпольной работе в Одессе: член губернского комитета КП(б)У, председатель повстанческого комитета.
С 1918 года — в Красной армии: военный комиссар отряда, полка, бригады; в 1919—1920 годах — член Реввоенсовета 3-й Украинской армии, военный комиссар 45-й стрелковой дивизии, военный комиссар и командир 135-й стрелковой бригады, участвовал в боях против украинских повстанцев.
С 1921 года — на руководящей партийной работе. В 1921 году — ответственный секретарь Киевского губернского комитета КП(б)У. В 1921—1924 годах — член Президиума исполнительного комитета Киевского губернского совета. С мая по 13 ноября 1924 — ответственный секретарь Киевского губернского комитета КП(б)У.
В мае 1925 — феврале 1926 года — председатель исполнительного комитета Роменского окружного совета.
В феврале — ноябре 1926 года — председатель Одесского окружного совета профессиональных союзов.
В декабре 1926 — феврале 1928 года — член правления треста «Индустрстрой» в городе Харькове.
В 1926—1927 годах — член Всеукраинского троцкистского центра. 5 января 1928 был исключен из членов ВКП(б), но вскоре восстановлен.
В феврале — ноябре 1928 года — управляющий Забайкальской лесозаготовительной конторы в городе Чите.
В ноябре 1928 — октябре 1929 года — заместитель управляющего треста «Укртяжцемпром» в Харькове. В октябре 1929 — ноябре 1931 года — управляющий треста «Укртяжцемпром» в Харькове и член Президиума Высшего совета народного хозяйства (ВСНХ) УССР.
В июне 1931 — январе 1932 года — директор Днепропетровского металлургического завода имени Петровского. В январе 1932 — январе 1933 года — директор Днепровского металлургического завода имени Дзержинского в городе Каменске.
В январе — марте 1933 года — заместитель начальника Главного управления металлургической промышленности Народного комиссариата тяжелой промышленности СССР по капитальному строительству и черной металлургии, заместитель управляющего Всесоюзного объединения «Сталь».
В 1933—1935 годах — председатель Днепропетровского городского совета и горисполкома.
В 1935 — июле 1936 года — начальник строительства коксохимического завода в городе Днепродзержинске Днепропетровской области.
В июле 1936 года арестован органами НКВД. 27 февраля 1937 года осужден Военной коллегией Верховного Суда СССР к высшей мере наказания.

## Награды
- орден Красного Знамени (1921)

## Ссылка
- [leksika.com.ua/18131203/ure/golubenko Голубенко Николай Васильевич]
- Краткие биографические справки участников революционных событий в 1917—1921 годах
- Список подсудимых